# 18. april
Se også 18. April (dokumentarfilm)
18. april er dag 108 i året i den gregorianske kalender (dag 109 i skudår). Der er 257 dage tilbage af året.
Dagen er opkaldt efter Eleutherius, der i 200-tallet menes at have været biskop i det senere Jugoslavien. Han led martyrdøden under en rejse til Illyrien.
Dagen er en af de uheldige i Tycho Brahes kalender.

### Begivenheder
Født - Dødsfald
- 1521 - Martin Luther nægter på møde i Rigsdagen i Worms at tilbagekalde sine anklager mod kirken, hvorefter han forlader byen mod frit lejde.
- 1775 - Sammen med to andre rider Paul Revere fra Boston for at advare John Hancock og Samuel Adams om engelske forsøg på at arrestere dem.
- 1864 - Preussiske og østrigske tropper stormer skanserne ved Dybbøl. Efter et tab på ca. 1700 faldne og sårede må den danske hær forlade stillingen, hvorefter hele Jylland besættes.
- 1881 - Naturhistorisk Museum i London åbnes.
- 1906 - Et jordskælv, efterfulgt af ildebrand, ødelægger størstedelen af San Francisco; mere end 1000 mennesker omkommer, og 28.000 huse ødelægges.
- 1940 - Digterpræsten Kaj Munk maner i en prædiken i Sønderborg til modstand mod den tyske besættelsesmagt.
- 1942 - 2. verdenskrig: Doolittle-raidet mod Tokyo finder sted.
- 1942   - Pierre Laval bliver premierminister for den franske Vichy-regering.
- 1945 - De tyske tropper i Ruhr distriktet overgiver sig.
- 1949 - Republikken Irland dannes.
- 1954 - Gamal Abdal Nasser kommer til magten i Egypten.
- 1968 - En oliemagnat køber den gamle London Bridge og sender den sten for sten til USA.
- 1970 - For sidste gang går danske skolebørn i skole på en lørdag.
- 1983 - En selvmordsterrorist kører en bil lastet med sprængstof mod den amerikanske ambassade i Beirut, 63 omkommer og over hundrede kvæstes.
- 1985 - Folketinget beslutter at nedsætte hastighedsgrænsen i byområder fra 60 til 50 km/time med virkning fra 1. oktober samme år.
- 1992 - Det nye Historiecenter Dybbøl Banke indvies af dronning Margrethe 2..
- 1998 - Anders Fogh Rasmussen vælges til partiformand for Venstre.

### Født
- 1480 - Lucrezia Borgia, florentinsk regent (død 1519).
- 1819 - Franz von Suppé, østrigsk-kroatisk komponist (død 1895).
- 1900 - Henny Harald Hansen, dansk etnolog (død 1993).
- 1903 - Lulu Ziegler, dansk skuespiller og visesanger (død 1973).
- 1906 - Else Højgaard, dansk skuespiller (død 1979).
- 1918 - Gabriel Axel, dansk filminstruktør (død 2014).
- 1923 - Leif Panduro, dansk forfatter (død 1977).
- 1927 - Erling Olsen, dansk politiker (død 2011).
- 1940 - Leif Sylvester Petersen, dansk gøgler, maler og skuespiller.
- 1942 - Jochen Rindt, tysk racerkører (død 1970).
- 1945 - Steffen Heiberg, dansk forfatter og museumsinspektør.
- 1947 - James Woods, amerikansk skuespiller.
- 1948 - Jesper Juul, dansk centerchef og forfatter (død 2019).
- 1948   - Freddy Milton, dansk tegneserietegner.
- 1951 - Hans Erik Lerchenfeld, dansk guitarist i TV-2.
- 1956 - Lise Lotte Lohmann, dansk skuespiller og sanger.
- 1968 - Jørn Pedersen, dansk politiker og borgmester.
- 1970 - Jens Rohde, dansk radiodirektør. Medlem af Europaparlementet.
- 1972 - Lars Christiansen, dansk håndboldspiller.
- 1973 - Haile Gebrselassie, etiopisk atlet.
- 1979 - Kourtney Kardashian, amerikansk reality-stjerne.
- 1984 - America Ferrera, amerikansk skuespillerinde.

### Dødsfald
- 1862 - Frederik Sødring, dansk landskabsmaler (født 1809).
- 1873 - Justus von Liebig, tysk kemiker (født 1803).
- 1898 - Gustave Moreau, fransk maler (født 1826).
- 1932 - Degn Brøndum, dansk hotelejer og købmand (født 1856).
- 1955 - Albert Einstein, tysk-amerikansk fysiker og modtager af Nobelprisen i fysik (født 1879).
- 1960 - C.L. David, dansk højesteretssagfører, legatstifter og kunstsamler (født 1878).
- 1980 - Poul Kjærholm, dansk møbelarkitekt og designer (født 1929).
- 2002 - Thor Heyerdahl, norsk etnolog og opdagelsesrejsende (født 1914).
- 2005 – Claus Bjørn, dansk historiker (født 1944).

|  | Denne datoartikel kan blive bedre, hvis der indsættes et (bedre) billede Du kan hjælpe ved at afsøge Wikimedia Commons for et passende billede eller uploade et godt billede til Wikimedia Commons iht. de tilladte licenser og indsætte det i artiklen. |